# Берёзкин, Иван Акимович
Ива́н Аки́мович Берёзкин (исп. Iván Akímovich Berióskin; 25 октября 1916, деревня Климино, Вятская губерния — 15 ноября 1992, Днепропетровск, Украина) — советский военачальник, генерал-майор танковых войск (23.02.1967), участник Великой Отечественной войны, освоения целинных земель, становления Революционных вооружённых сил Республики Куба.

## Биография
Иван Акимович Берёзкин родился 25 октября 1916 г. в деревне Климино в крестьянской семье.
По окончании 7 классов сельской школы поступил в сельскохозяйственный техникум. В РККА с 07 ноября 1935 года: завершив двухлетний курс обучения в сельскохозяйственном техникуме, по комсомольской путёвке поступил в Орловское бронетанковое училище, которое окончил в 1938 году по специальности «Командир танкового взвода».

### Великая Отечественная война
К началу Великой Отечественной войны служил кадровым офицером РККА (старшим лейтенантом) в г. Кременец Тернопольской области (УССР) в должности начальника штаба танкового батальона.
Первый бой принял в должности командира 3 танкового батальона 74 танкового полка 37 танковой дивизии РККА в районе села Новые Заложцы (пол. Załoźce Nowe) ранним утром 23 июня 1941 года, нанося контрудар по правому флангу 1-й танковой группы Клейста.
До декабря 1941 г. — на Юго-Западном фронте. С декабря 1941 г. по февраль 1944 г. — на Брянском фронте. С февраля 1944 г. по май 1945 г. воевал на 2-м Прибалтийском фронте.
Закончил войну в Прибалтике перехватом и, в качестве представителя советского командования (нач. штаба бронетанковых и механизированных войск 1-й ударной армии), принятием капитуляции остатков 12-й танковой дивизии Вермахта, пытавшихся в течение дня 9 мая 1945 года прорваться к балтийскому порту Либава, погрузить бронетехнику и личный состав на шведские суда и уйти в Швецию.

### Послевоенная служба
По окончании Великой Отечественной войны служил в Туркестанском, Одесском и Киевском военных округах в разных должностях: старший преподаватель, старший офицер оперативного отдела штаба армии, начальник оперативного отдела штаба армии, помощник начальника штаба армии, заместитель начальника штаба армии, начальник штаба армии.
В 1954 году заочно окончил полный курс Военной ордена Ленина академии бронетанковых и механизированных войск Красной Армии.
В 1959 году окончил основной факультет Военной академии Генерального штаба Вооружённых Сил СССР.

### Куба
С сентября 1965 по июль 1968 гг. — в длительной командировке на Кубе в качестве заместителя старшего Группы советских военных специалистов в Республике Куба и консультанта Министра Революционных вооружённых сил Республики Куба.
Принимал участие в становлении Революционных вооружённых сил Республики Куба, выработке и укреплении принципов единоначалия, разработке единой военной формы, системы воинских званий и знаков различия.

### Последние годы жизни
По окончании командировки на Кубу, Иван Акимович жил с семьёй в Днепропетровске, где в последующие годы, на фоне бронхиальной астмы, перенёс два инфаркта. В ноябре 1971 года уволен с должности начальника оперативного отдела штаба армии в запас по болезни (ст. 59) в звании генерал-майора с правом ношения формы. В 1982 году снят с воинского учёта по возрасту.
В 1991—1992 гг. перенёс два инсульта.
Скончался 15 ноября 1992 года. Похоронен в Днепропетровске.

## Семья
Дети
- Виктория Ивановна Берёзкина (Липина) (род. 02 сентября 1947 г.) — доктор филологических наук, профессор, зав. кафедрой сравнительной филологии восточных и англоязычных стран Днепропетровского национального университета им. Олеся Гончара

Внуки
- Глеб Владимирович Липин
- Наталия Александровна Берёзкина
- Кирилл Александрович Берёзкин

## Награды
- Орден Красного Знамени
- Орден Отечественной войны I степени (29.05.1945)[5]
- Орден Отечественной войны I степени (06.04.1985)[6]
- Орден Отечественной войны II степени (20.09.1944)[3]
- Орден Красной Звезды (07.04.1944)[7]
- Орден Красной Звезды
- Медаль «За боевые заслуги» (06.05.1946)[8]

## Комментарии
1. ↑  Деревня Климино в последующем входила в состав Селинского сельсовета Кильмезского района Кировской области. Упразднена 5 июня 1998 года[2].